# Приймаченко Андрій Васильович
Андрій Васильович Приймаченко  (1990—2023) — український військовослужбовець, полковник Національної гвардії України, учасник російсько-української війни, що відзначився і загинув у ході російського вторгнення в Україну. Герой України (2024, посмертно).

## Життєпис
Народився 26 вересня 1990 року в селі Заболоть Бердичівського району Житомирської області. З дитинства мріяв стати військовим, активно займався спортом — боксом, рукопашним боєм . 
2011 року закінчив Академію внутрішніх військ МВС України. Проходив службу на посадах командира взводу в частині внутрішніх військ МВС України, дислокованій у Одесі.
2012 року переведений до роти спеціального призначення управління Південного територіального командування ВВ МВС України, на базі якої 2014 року було створено окремий загін спеціального призначення Південного територіального управління НГУ. 
Під час російського вторгнення в Україну — полковник, командир 1-го окремого штурмового загону спеціального призначення «Омега» Центру спеціального призначення Національної гвардії України.
В перші дні повномасштабного вторгнення Андрій Приймаченко зміг провести евакуацію особового складу та озброєння з місця дислокації, по якому згодом армія РФ завдала ракетного удару. У найкоротші строки Андрій Приймаченко зміг організувати охорону міжнародного аеропорту Жуляни із завданням не допустити висадку десанту армії РФ. Керував діями груп спеціального призначення у Київській області, на Ізюмському напрямку в Харківській області і в промисловій зоні міста Сєвєродонецьк, планував штурмові операції на Авдіївському напрямку. на Ізюмському напрямку Андрій Приймаченко у квітні 2022 року відзначився мужніми та героїчними діями в запеклих боях. В Авдіївці, поблизу населеного пункту Веселе на Донеччині та поблизу Вугледара воював у 2023 році. У жовтні група під керівництвом Андрія Приймаченка знищила два російські бронеавтомобілі разом з екіпажами.
Загинув 12 жовтня 2023 року під час артилерійського обстрілу з боку військ РФ.

## Нагороди
- Звання Герой України з удостоєнням ордена «Золота Зірка» (25 березня 2024, посмертно) — за особисту мужність і героїзм, виявлені у захисті державного суверенітету та територіальної цілісності України, самовіддане служіння Українському народові[3].
- Орден Богдана Хмельницького ІІІ ступеня (23 березня 2023 року) — за особисту мужність і самовідданість, виявлені у захисті державного суверенітету та територіальної цілісності України, сумлінне і бездоганне служіння Українському народові[4].